# Parti socialiste républicain
Le parti socialiste républicain (PSR) est un parti politique belge. 
Il est créé par Alfred Defuisseaux le 14 août 1887 et disparait deux ans plus tard en 1889. Considéré comme une dissidence du POB, il a cependant un franc succès en Wallonie.

## Histoire

### Débuts
De son fondateur Alfred Defuisseaux, le parti socialiste républicain a vu le jour le 14 août 1887 à la suite d'une scission au sein du POB. Les causes de cette séparation remontent au congrès du 6 février 1887 à Jolimont. D’un côté on a les partisans d’une négociation avec le pouvoir en place, n'envisageant l'idée d'une grève générale qu'en dernier ressort et de l’autre, les partisans d’une grève générale et immédiate dont Alfred Defuisseaux était à la tête.
Par ailleurs les ouvriers en Wallonie ne se sentaient pas représentés au sein du conseil général qui était majoritairement constitué de représentants des grandes industries urbaines. Lors de ce congrès, le conseil général refusa non seulement de prendre en compte le vote émis en faveur de la grève générale par les mineurs mais en plus, il décida l’exclusion d’Alfred Defuisseaux du parti pour manquement à la discipline du parti. 
De plus au congrès de Dampremy, le conseil général refusa l’adoption d’une motion de censure, ce qui entraîna le départ des partisans de Defuisseaux. Le refus d’accès des pro Defuisseaux au congrès de Mons du 14 août 1887, aura pour conséquence, la fondation du parti socialiste républicain à la rue d'Havré au Salon Duc de Bavière. 
Cette séparation fut synonyme de libération pour Alfred Defuisseaux et ses partisans, ce qui eut pour conséquence qu'ils pourront mener à bien leur vision de  la politique en vue de l'obtention du suffrage universel. 
A sa création, le parti socialiste républicain regroupait en son sein cinquante-cinq groupes. Durant le congrès de Châtelet du 25 décembre 1887, les fondateurs vont annoncer le programme du parti et fixer les différents statuts du parti. Les deux groupes poursuivaient tous deux le même but, c’est-à-dire obtenir le suffrage universel. Cependant ils divergeaient dans la manière de l’atteindre. En effet le POB était de tendance plus pacifique tandis qu’Alfred Defuisseaux et ses compagnons étaient beaucoup plus radicaux.

### Apogée
Le parti socialiste républicain a été créé dans les zones ouvrières du Borinage. Au départ très peu convoité, il va essayer de convaincre. Il va y arriver grâce à de virulents discours balancés à l’encontre des dirigeants démocrates qu’il accusait de ne pas garantir l’égalité entre les hommes. 
Les mineurs ne se sentant pas représentés au sein du POB, ont vu le PSR comme le parti qui serait en mesure de faire changer les choses. En effet, le POB était composé en grande partie par des personnes issues des industries des grandes villes, c’est-à-dire des personnes qui ne sont pas conscientes de la réalité sociale dans laquelle ils vivaient. Ce qui par conséquent a permis au parti socialiste républicain de tirer son épingle du jeu. 
À la suite de nombreux déboires avec la justice menant à de sérieuses condamnations, Alfred Defuisseaux va s’exiler en France d’où au travers de sa plume, il va provoquer des grèves générales ayant pour but de décrocher le suffrage universel. 
Dans sa lutte politique, le PSR va faire cavalier seul, il n’a pas voulu s’allier avec les autres partis politiques qu’il qualifie de partis bourgeois. Il va s’engager seul dans les élections. Lors des élections prud’homme de 1887, le canton de Pâturages va voter massivement pour le PSR, par contre, il sera battu dans le canton de Dour. Quant aux élections communales d’octobre 1887, le PSR n’obtiendra qu’un seul élu, le nommé Virgile Audin. Le PSR va trouver un terrain propice pour sa propagande dans le Borinage parce que s’y trouvaient des associations et groupements politiques ouvriers.

### Déclin
Le parti socialiste républicain n’a pas existé longtemps. En effet fondé en 1887, on le voit disparaître deux années plus tard en 1889.  A sa disparition, Alfred Defuisseaux retourne au sein du POB. Les raisons de son extinction sont diverses et variées :
- l'absence de structure dans le parti a pour conséquence que lors des exils forcés d'Alfred Defuisseaux, le parti restait là sans meneur.
- le parti ne parvenait pas à atteindre les objectifs qu’il s’était fixés. Les actions menées par le parti ont causé troubles et désordres entraînant des morts et des arrestations au sein du parti. L’absence de programme bien défini du parti a causé également sa perte car quand on regarde de plus près, bien qu’il se dise révolutionnaire, il imitait à bien des égards le programme du POB.
- grâce à la naïveté d'Alfred Defuisseaux, l’État avait réussi à infiltrer rapidement le parti et ses agents étaient chargés de semer le trouble dans le parti et lors des manifestations.
- Alfred Defuisseaux va être condamné à quatre ans de prison pour incitation à la révolte. D’où le fameux Grand complot. Alfred Defuisseaux et plusieurs de ses lieutenants seront arrêtés lors du Congrès de Châtelet de 1887. On leur reprochait d’avoir voulu porter atteinte à la sûreté de l’État. Les dirigeants du PSR vont se sentir affaiblis à la sortie du procès. Ils constatent que la majorité de leurs partisans souhaitent qu’il y ait réunification avec le POB. Lors des négociations de réunification, Alfred Defuisseaux va essayer de placer certains de ses partisans à des postes clés au sein de la direction du POB, mais le POB va maintenir une pression telle que le PSR sera tout simplement absorbé par le POB.

## Idéologie du parti
L’idéologie du parti était toute simple : obtenir le suffrage universel. Peu importe le prix à payer car il représentait la clef de voûte de toutes les réformes sociales. Dans son ouvrage le « Catéchisme du Peuple », Alfred Defuisseaux y développe les objectifs poursuivis par son parti :

### Suffrage universel
Comme dit plus haut, une des revendications phares du Parti socialiste républicain était le suffrage universel. Son fondateur le convoitait ardemment car il permettrait au peuple de pouvoir élire des hommes intègres qui seraient chargés de supprimer les privilèges énormément coûteux à l’État et de pouvoir prendre des législations sociales favorables à la classe ouvrière. Cet aspect social animait le parti. 
Le parti prônait l’abolition des lois sociales qu’il qualifie de lois bourgeoises, afin d’instituer de nouvelles lois beaucoup plus favorables pour les ouvriers comme: l’instauration d’un salaire minimum pour les travailleurs, une limitation des heures de travail, des caisses de solidarité pour venir en aide aux ouvriers se trouvant dans une incapacité de travail temporaire ou définitive, la mise en place d'un  service médical à l'instar des autres services publics, la réduction des transports internationaux par la voie ferrée dans le but de concurrencer les Allemands en matière de production de charbon. Il y avait aussi l'idée d'un maintien du livret pour les travailleurs.

### Laïcité du pouvoir politique
La vie politique de l'époque était marquée par la domination des catholiques et des libéraux. Le combat que menaient les socialistes, consistait à séparer le monde politique du monde religieux. Alfred Defuisseaux, dans son ouvrage, dénonce l'ingérence  de l'église dans la vie politique. Cette vision du monde politique restera la même après la scission du parti, car le mouvement ouvrier dans le Borinage manifestait son opposition au clergé. Dans son programme, le parti préconisait une instruction laïque et obligatoire.

### Revendication républicaine
Le nouveau parti dénonçait la monarchie, car selon ses leaders il s'agissait d'un régime politique qui ne convenait pas à la Belgique. Ils considéraient ce régime trop coûteux car le Roi, ne travaillant pas, percevait un salaire plus élevé que le reste de la population. Ils préconisaient de passer à une République. Durant cette période, il y avait une grande fascination pour la république française. Ils critiquaient les origines du Roi, en alléguant que le Roi n’était pas belge.

## Membres-clés du parti
- Alfred Defuisseaux : fondateur du parti, il s’y est fortement investi au travers de sa plume. Il fut la figure dominante du parti.
- Alphonse Brenez d’Hornu : c’était le plus fougueux revendicateur du parti. Lors de la grève de 1893, il a été condamné à 5 ans de prison à cause de ses excès. Il a été député de Mons pendant 38 ans.
- Désiré Maroille de Frameries : confident principal d’Alfred Defuisseaux, il fut secrétaire de la fédération nationale des mineurs. Il a fondé des syndicats ainsi que la coopérative de Frameries.
- Fabien Gérard : il a aidé Alfred Defuisseaux à s'exiler en France.
- Georges Defuisseaux : cousin d’Alfred Defuisseaux, il fut le rédacteur en chef de la république belge et secrétaire général du PSR depuis le 25 décembre 1887. Il attaquait les gouvernements et le parlement du suffrage censitaire.
- Henri Roger : protégé de Léon Defuisseaux, il sera élu député après les élections de 1894.
- Léon Defuisseaux : frère d’Alfred Defuisseaux et homme politique qui participa aux toutes premières heures du parti. Il fut député socialiste de Mons, puis député libéral progressiste de 1870-1881. Il était un soutien financier de taille pour le parti.